# 特利維城堡

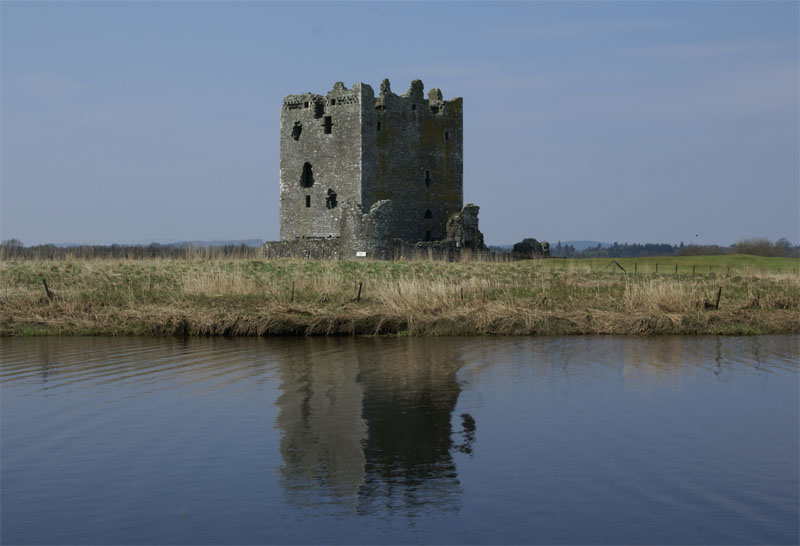
特利維城堡

特利維城堡（英語：Threave Castle）是英國蘇格蘭的一個城堡，位於迪河中的一個小島上。可以通過過橋到達城堡。

## 外部連結
- 特利維城堡 - site information from Historic Scotland
- Gazetteer for Scotland （页面存档备份，存于）

54°56′21″N 3°58′11″W / 54.9392°N 3.9697°W